# Rebel Wilson
Rebel Melanie Elizabeth Bownds Wilson, nata Melanie Elizabeth Bownds (Sydney, 2 marzo 1980), è un'attrice, sceneggiatrice e comica australiana.

## Biografia
Nata e cresciuta a Sydney, ha frequentato l'Università del Nuovo Galles del Sud, dove ha studiato arti dello spettacolo.
È stata un'ambasciatrice della gioventù per l'Australia, stabilendosi per un anno in Sudafrica, dove ha contratto la malaria. Ha studiato presso l'Australian Theatre for Young People, ottenendo nel 2003 una borsa di studio per lavorare con la compagnia di improvvisazione The Second City di New York. Precedentemente nota per la sua obesità, Wilson nel 2021 ha perso peso in modo considerevole.
Nel giugno 2022 ha fatto coming out su Instagram per evitare di subire outing da parte del Sydney Morning Herald.
Il 7 novembre 2022 nasce la sua prima figlia, Royce Lillian, tramite madre surrogata.
Il 19 febbraio 2023 comunica di essersi ufficialmente fidanzata con Ramona Agruma, con la quale si sposa il 28 settembre 2024 in Costa Smeralda.

### Carriera
Rebel Wilson è una sceneggiatrice, produttrice e comica che ha lavorato per la Sydney Theatre Company e si è esibita al Melbourne Comedy Festival. Si è imposta per la prima volta all'attenzione del pubblico con il suo musical teatrale The Westie Monologues, che ha scritto, interpretato e prodotto a Sydney. Tra le altre produzioni teatrali che ha scritto, prodotto e interpretato vi sono Spunks e Confessions of an Exchange Student. In Australia, la Wilson è conosciuta per i suoi ruoli televisivi, come Toula nella serie tv comica Pizza e per vari personaggi negli sketch comici in The Wedge. Ha ottenuto i primi ruoli nel cinema, partecipando ai film Fat Pizza e Ghost Rider.
Successivamente la Wilson si è trasferita negli Stati Uniti, dove ha firmato un contratto con l'agenzia William Morris Endeavor, che le ha ben presto assicurato un ruolo nella commedia di successo Le amiche della sposa e la partecipazione ad un episodio della sit-com Le regole dell'amore. Nel 2011 ha recitato nella commedia australiana Tre uomini e una pecora, mentre nel 2012 ha preso parte alle commedie The Wedding Party e Che cosa aspettarsi quando si aspetta, oltre alla partecipazione a produzioni indipendenti come Small Apartments e Struck by Lightning. Il 14 aprile 2013 è stata conduttrice degli MTV Movie Awards 2013, vincendo anche il premio per la miglior performance emergente per Voices. Nel 2016 si è trovata protagonista della pellicola comica Single ma non troppo, accanto a Dakota Johnson, Alison Brie e Leslie Mann. Nel 2016 debutta nel West End londinese con il musical Guys and Dolls, in cui interpretava Adelaide.
Nel 2019 prende parte alla commedia Attenti a quelle due e fa parte del cast di Jojo Rabbit.

## Filmografia

### Attrice

#### Cinema
- Fat Pizza, regia di Paul Fenech (2003)
- Ghost Rider, regia di Mark Steven Johnson (2007)
- Bargain!, regia di Rachel Givney - cortometraggio (2009)
- Le amiche della sposa (Bridesmaids), regia di Paul Feig (2011)
- Tre uomini e una pecora (A Few Best Men), regia di Stephan Elliott (2011)
- The Wedding Party (Bachelorette), regia di Leslye Headland (2012)
- Small Apartments, regia di Jonas Åkerlund (2012)
- Struck by Lightning, regia di Brian Dannelly (2012)
- Che cosa aspettarsi quando si aspetta (What to Expect When You're Expecting), regia di Kirk Jones (2012)
- Voices (Pitch Perfect), regia di Jason Moore (2013)
- Pain & Gain - Muscoli e denaro (Pain & Gain), regia di Michael Bay (2013)
- Notte al museo - Il segreto del faraone (Night at the Museum: Secret of the Tomb), regia di Shawn Levy (2014)
- Pitch Perfect 2, regia di Elizabeth Banks (2015)
- Grimsby - Attenti a quell'altro (The Brothers Grimsby), regia di Louis Leterrier (2016)
- Single ma non troppo (How to Be Single), regia di Christian Ditter (2016)
- Absolutely Fabulous - Il film (Absolutely Fabulous: The Movie), regia di Mandie Fletcher (2016)
- Pitch Perfect 3, regia di Trish Sie (2018)
- Non è romantico? (Isn't It Romantic), regia di Todd Strauss-Schulson (2019)
- Attenti a quelle due (The Hustle), regia di Chris Addison (2019)
- Cats, regia di Tom Hooper (2019)
- Jojo Rabbit, regia di Taika Waititi (2019)
- Cheerleader per sempre (Senior Year), regia di Alex Hardcastle (2022)
- Jack Whitehall missione Natale (Jack in Time for Christmas), regia di Phil Ashton (2024)

#### Televisione
- World Record Pizza – serie TV, 6 episodi (2006)
- Pizza – serie TV, 14 episodi (2003-2007)
- The Wedge – serie TV, 48 episodi (2006-2007)
- Monster House – serie TV, 2 episodi (2008)
- Bogan Pride – serie TV, 6 episodi (2008)
- City Homicide – serie TV, 1 episodio (2009)
- Le regole dell'amore (Rules of Engagement) – serie TV, 1 episodio (2010)
- Workaholics – serie TV, 1 episodio (2011)
- Super Fun Night - serie TV (2013-2014)
- Fratelli in affari: SOS Celebrity – docu-reality, episodio 1x05 (2020)
- LOL: Last One Laughing - serie TV, 6 episodi (2020)

### Doppiatrice
- L'era glaciale 4 - Continenti alla deriva (Ice Age: Continental Drift), regia di Steve Martino e Mike Thurmeier (2012)

### Produttrice
- Non è romantico? (Isn't It Romantic), regia di Todd Strauss-Schulson (2019)
- Attenti a quelle due (The Hustle), regia di Chris Addison (2019)

## Teatro
- The Little Mermaid, libretto di Doug Wright, colonna sonora di Alan Menken, regia di Michael Kosarin. Hollywood Bowl di Los Angeles (2016)
- Guys and Dolls, libretto di Jo Swerling e Abe Burrows, colonna sonora di Frank Loesser, regia di Gordon Greenberg. Phoenix Theatre di Londra (2016)
- La bella e la bestia, libretto di Linda Woolverton, testi di Howard Ashman e Tim Rice, colonna sonora di Alan Menken, regia di Richard Kraft. Hollywood Bowl di Los Angeles (2018)

## Riconoscimenti
- Teen Choice Awards[8]
  - 2015 – Candidatura alla miglior attrice in un film commedia per Pitch Perfect 2
  - 2015 – Candidatura al miglior bacio in un film con Adam DeVine per Pitch Perfect 2
- Screen Actors Guild Award
  - 2020 – Candidatura al miglior cast per Jojo Rabbit

## Doppiatrici italiane
Nelle versioni in italiano delle opere in cui ha recitato, Rebel Wilson è stata doppiata da:
- Ilaria Giorgino in Voices, Super Fun Night, Pitch Perfect 2, Pitch Perfect 3, Non è romantico?, Attenti a quelle due, Cheerleader per sempre
- Alessia Amendola in Tre uomini e una pecora, The Wedding Party, Che cosa aspettarsi quando si aspetta
- Emanuela Damasio in Pain & Gain - Muscoli e denaro, Absolutely Fabulous - Il film, Jojo Rabbit
- Roberta Gasparetti in Le amiche della sposa
- Laura Lenghi in Small Apartments
- Rossa Caputo in Notte al museo - Il segreto del faraone
- Letizia Ciampa in Grimsby - Attenti a quell'altro
- Federica De Bortoli in Single ma non troppo
- Domitilla D'Amico in Cats

Da doppiatrice è sostituita da:
- Domitilla D'Amico in L'era glaciale 4 - Continenti alla deriva